# Javier Hervás Salmoral
Javier Hervás Salmoral (Còrdova, 9 de juny de 1989), conegut com a Javi Hervás, és un futbolista espanyol que juga al Villarrubia CF.
Va començar a formar-se en la Carlota i en el Montilla CF, després va passar pel Córdoba CF i pel Centre d'Esports Sabadell a la Segona Divisió espanyola.